# Echo (You and I)
Echo (You and I) è una canzone di Anggun, pubblicata il 30 gennaio 2012 come primo singolo dalla riedizione del suo album intitolato Echoes, la cui pubblicazione è avvenuta il 30 marzo 2012. Il singolo è stato scritto da William Rousseau e Jean-Pierre Pilot e ha rappresentato la Francia all'Eurovision Song Contest 2012 dove si è classificato al ventiduesimo posto.

## Tracce
Download digitale
1. Echo (You and I) - 3:03

Remix
1. Echo (You and I) [Anton Wick Remix] - 3:17

## Video
Il video musicale ha debuttato il 14 marzo 2012, ed è stato caricato su YouTube sia nella pagina ufficiale di Anggun che in quella dell'Eurovision Song Contest. Tuttavia, il video musicale è stato eliminato nel canale della manifestazione musicale ed è stato ri-caricato il 20 marzo 2012 per tagliare l'inizio del video che mostrava l'inserimento di prodotti diversi.
Il video ha una durata di tre minuti e undici secondi e mostra Anggun all'interno di una base militare in cui si vedono le nuove reclute in formazione.

## Classifiche
| Classifica (2012) | Posizione massima |
| ----------------- | ----------------- |
| Belgio (Vallonia) | 92                |
| Francia           | 74                |